# 邁克·約翰遜 (政治人物)
詹姆斯·迈克尔·約翰遜（英語：James Michael Johnson，1972年1月30日—），通称邁克·約翰遜（Mike Johnson），是一位美国律师和政治人物，自2023年起担任美國眾議院議長（第56任）。共和党籍，約翰遜自2017年以来是代表路易斯安那州第四国会选区的众议员。
约翰逊毕业于路易斯安那州立大学保罗·赫伯特法律中心。在进入政界之前，曾在私人诊所和捍卫自由联盟（ADF）担任律师；在ADF，約翰遜倡导性悖軌法并将同性恋定为刑事犯罪，并撰写一份法庭之友陈述，反对美国最高法院在劳伦斯诉德克萨斯州案中的最终裁决。作为一名年轻地球创造论，约翰逊于2004年至2012年间担任美南浸信会道德与宗教自由委员会成员。
约翰逊的政治生涯始于2015年当选路易斯安那州众议院议员；他在该州众议院担任议员直至2017年。他于2016年首次当选为路易斯安那州第四国会选区的代表。他被认定为基督教右翼成员。他于国会任职期间，在众议院和法庭上对2020年总统选举的结果提出质疑。他支持在全国范围内禁止堕胎的法案。约翰逊于2019年至2021年担任国会最大的保守派核心小组共和党研究委员会主席。還在2021年至2023年担任众议院共和党会议副主席。
2023年10月24日，经过三次众议院共和党会议提名投票，強生成为继史蒂夫·斯卡利斯、吉姆·乔丹和汤姆·埃默竞选失败后，第四位在2023年10月美國眾議院議長選舉中获得提名的共和党人。10月25日，他当选第56任众议院议长，成为首位来自路易斯安那州的议长。2025年1月3日，他在取得總統當選人唐納·川普的支持下再次當選議長。

## 早年生活和教育
約翰遜出生於路易斯安那州什里夫波特，是珍妮·約翰遜和詹姆斯·帕特里克·約翰遜四個孩子中最大的一個。約翰遜曾說過，他是意外懷孕的，他的父母生下他時才十幾歲。父親是一名消防員，創立非營利組織珀西·R·約翰遜伯恩基金會，該基金會以他的伙伴、該市第一位非裔美國消防教練和隊長的名字命名，他在執行任務時犧牲了。約翰遜的父親在同一場火災中執行任務時也被嚴重燒傷並致殘。
約翰遜畢業於什里夫船長高中。1995年畢業在路易斯安那州立大學，獲得工商管理學士學位。1998年畢業於路易斯安那州立大學保羅·M·赫伯特法律中心，獲得法律博士學位。

## 法律職業
在選舉國會議員之前，約翰遜是聯盟防禦基金（現稱為捍衛自由聯盟）的法律顧問。2004年他為路易斯安那州第一修正案辯護，該修正案將路易斯安那州憲法中的婚姻定義為一男一女之間的婚姻，以應對法律挑戰。
2015年，約翰遜創立了Freedom Guard，是一個非營利法律部門，旨在代表基督徒客戶參與訴訟。他是該委員會首席顧問。
2016年9月，約翰遜將自己的法律生涯概括為「捍衛宗教自由、人類生命的神聖性和聖經價值觀，包括捍衛傳統婚姻以及其他類似的受到攻擊的理想」。
約翰遜是自由大學的教授，並在赫爾姆斯政府學院教授課程。
大約從2015年到2022年，約翰遜擔任托尼·帕金斯的廣播脫口秀節目《華盛頓觀察》主持人。

## 路易斯安那州眾議院
2015年傑夫·R·湯普森當選為州地區法官，路易斯安那州眾議院第八選區席位空出。約翰遜競選接替他，沒有遭到反對。

## 美國眾議院

### 選舉
2016年2月10日，約翰遜宣布競選第四個國會選區席位，該席位由約翰·弗萊明擔任八年。弗萊明正在競選大衛·維特空出美國參議院（路易斯安那州聯邦參議員）席位。約翰遜贏得選舉。
2018年，約翰遜以139,307票（64%）對72,923票（34%）擊敗民主黨候選人瑞恩·特朗德爾（Ryan Trundle）贏得第二個眾議院任期。
2020年，約翰遜以185,265票（60%）擊敗民主黨候選人肯尼·休斯頓78,157票（25%），第三次贏得眾議院任期。
2022年，約翰遜在無人競選的情況下贏得連任。

### 早期任期
約翰遜於2017年1月3日宣誓就職。被選為众议院共和党会议副主席、眾議院共和黨黨鞭助理、司法委員會、軍事委員會成員以及共和黨研究委員會成員和前主席委員會。
約翰遜投票支持2017年美国卫生保健法案。
2017年12月，約翰遜投票支持《减税与就业法案》。在投票支持該法案後，約翰遜稱經濟“發育不良”並成為美國人的“負擔”，並補充說，“這一時刻的重要性怎麼強調都不為過。隨著31年來的首次全面稅收改革，我們將大大加強美國經濟，並為全國勤勞的個人和家庭恢復經濟流動性和機會。”
約翰遜是投票推翻2020年總統選舉結果的147名共和黨人之一。
約翰遜與基督教團體“創世記中的答案”、“路易斯安那家庭論壇”、“捍衛自由聯盟”和“关注家庭组织”等基督教團體密切合作。
2021年5月19日，約翰遜和其他七位共和黨眾議院領袖在第117屆國會投票反對成立國家委員會來調查2021年美国国会大厦袭击事件。35名共和黨眾議員和所有出席會議的217名民主黨議員投票決定成立該委員會。
2022年美國眾議院選舉後，眾議院自由核心小組成員反對麥卡錫競選議長，眾議員安迪·比格斯曾提議提名約翰遜為眾議院議長候選人，而不是共和黨會議領袖凱文·麥卡錫。
2023年，約翰遜成為眾議院司法委員會憲法和有限政府小組委員會主席。

### 委員會的任務
約翰遜擔任众议院议长后成为众议院共和党领袖。然而，按照传统，他基本上不再参加辩论，只投了几票。也不是任何委员会的成员。

- 第118屆美國國會

以下是约翰逊在當選议长之前的委员会任务列表：
- 眾議院司法委員會
  - 众议院司法委员会宪法和有限政府小组委员会（英语：United States House Judiciary Subcommittee on the Constitution and Limited Government）（主席）
  - 行政国家、监管改革和反垄断小组委员会（英语：United States House Judiciary Subcommittee on the Administrative State, Regulatory Reform, and Antitrust）
  - 法院、知识产权和互联网小组委员会（英语：United States House Judiciary Subcommittee on Courts, Intellectual Property, and the Internet）
  - 联邦政府武器化特别小组委员会（英语：United States House Judiciary Select Subcommittee on the Weaponization of the Federal Government）
- 众议院军事委员会
  - 准备小组委员会（英语：United States House Armed Services Subcommittee on Readiness）
  - 网络、创新技术和信息系统小组委员会（英语：United States House Armed Services Subcommittee on Cyber, Information Technologies, and Innovation）

### 核心小組成員資格
- 共和黨研究委員會[44]
- 国会西部核心小组（英语：Congressional Western Caucus）[45]

## 眾議院議長

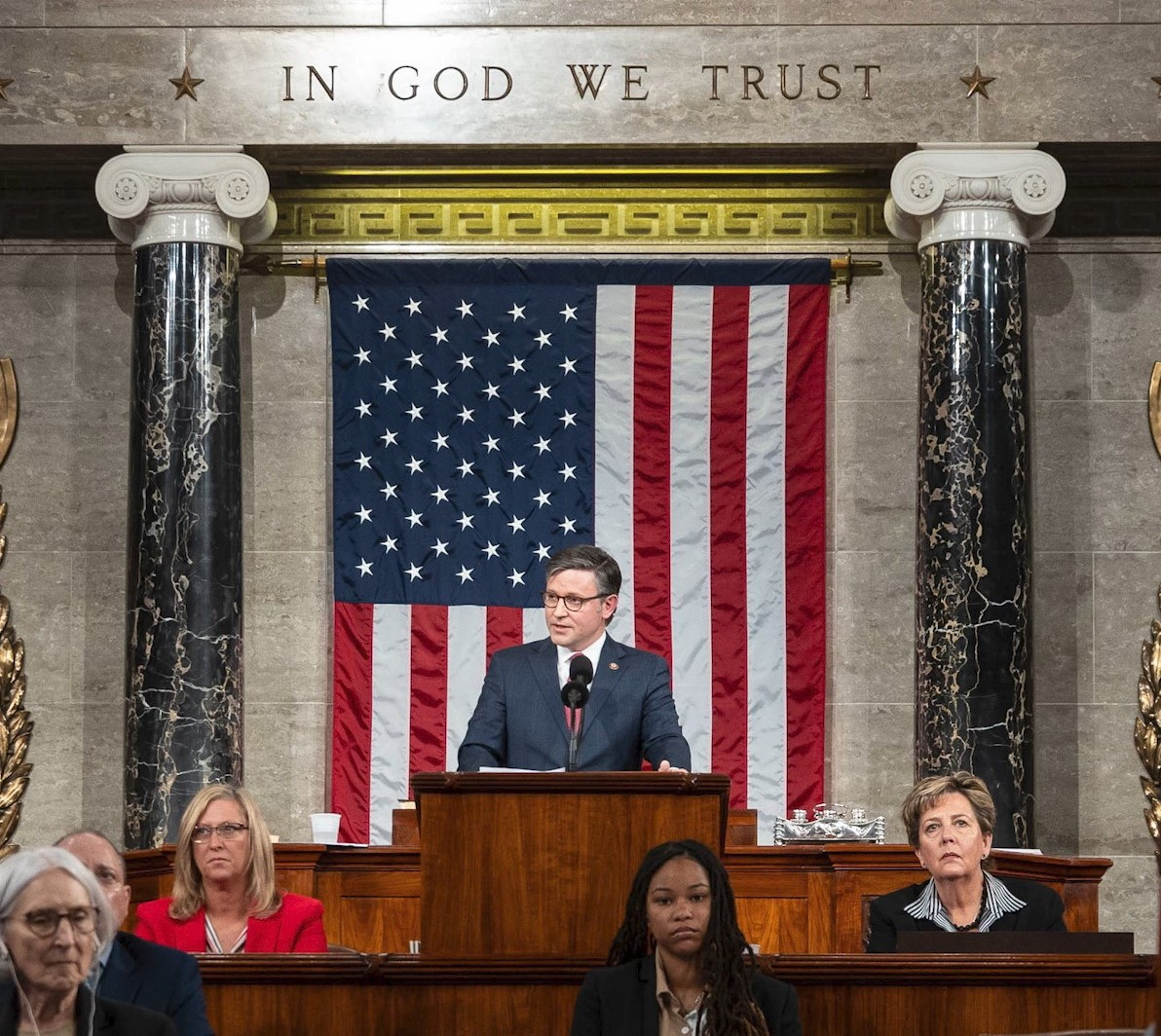
約翰遜當選眾議院議長後發表講話

### 提名
2023年10月，凱文·麥卡錫罷免案通過導致眾議院議長職務懸空後，眾議員馬特·蓋茨提出約翰遜的名字作為潛在提名。10月13日，約翰遜表示不會參加議長選舉，並支持同事吉姆·喬丹，同一天，NBC新聞報道稱，如果喬丹退出，約翰遜正在考慮參選。
10月21日，在史蒂夫·斯卡利斯和吉姆·喬丹競選議長失敗後，約翰遜宣布競選共和黨提名的議長候選人，但在10月24日被湯姆·埃默擊敗；在第五輪投票中，埃默以117票對97票擊敗了約翰遜，但不久後埃默撤回了其作為議長候選人的提名資格。10月24日晚些時候，眾議院共和黨投票選出約翰遜為第四位議長候選人；在第三輪投票中，約翰遜以128票對29票擊敗了拜倫·唐納德。約翰遜的競選得到前美國總統唐納德·川普的支持。
10月25日，眾議院全體會議以220票對209票，選出約翰遜為第57任眾議院議長，每位出席的共和黨議員都投票支持約翰遜。約翰遜於10月25日宣誓就任議長，也是美國歷史上第一位來自路易斯安那州的議長。約翰遜就任議長時已在國會任職六年十個月，是140年來眾議院當選議長中資歷最淺的眾議員，紀錄上在1883年當選議長時的約翰·G·卡萊爾比他任職於國會的天數要更少。約翰遜在作為議長發表第一次講話時，暗示他的職位是上帝所命定的，他說：「我相信聖經，聖經，非常清楚：上帝是興起掌權者的那一位」。

### 任內

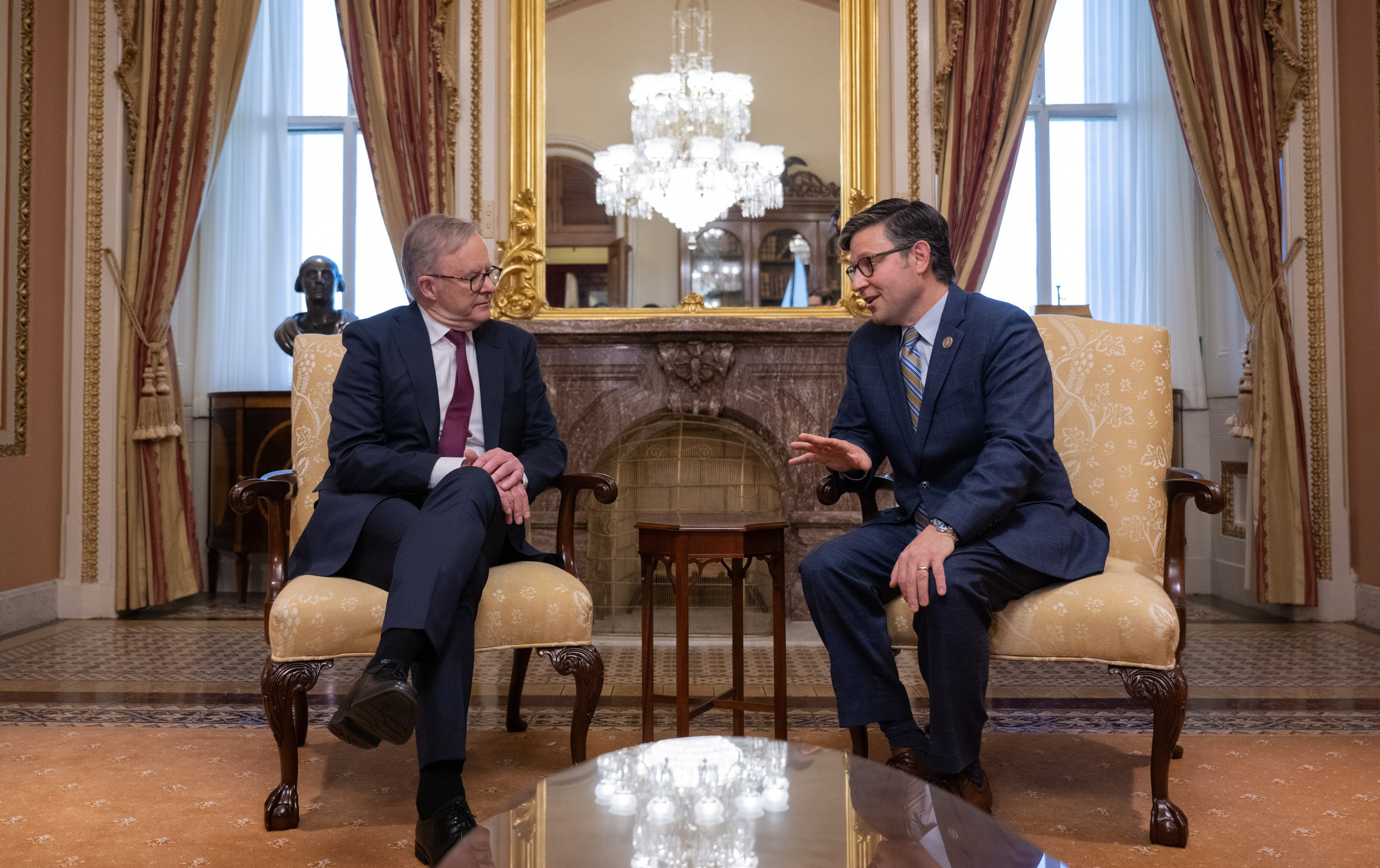
2023年10月26日，約翰遜會見澳洲總理安東尼·阿爾巴內塞

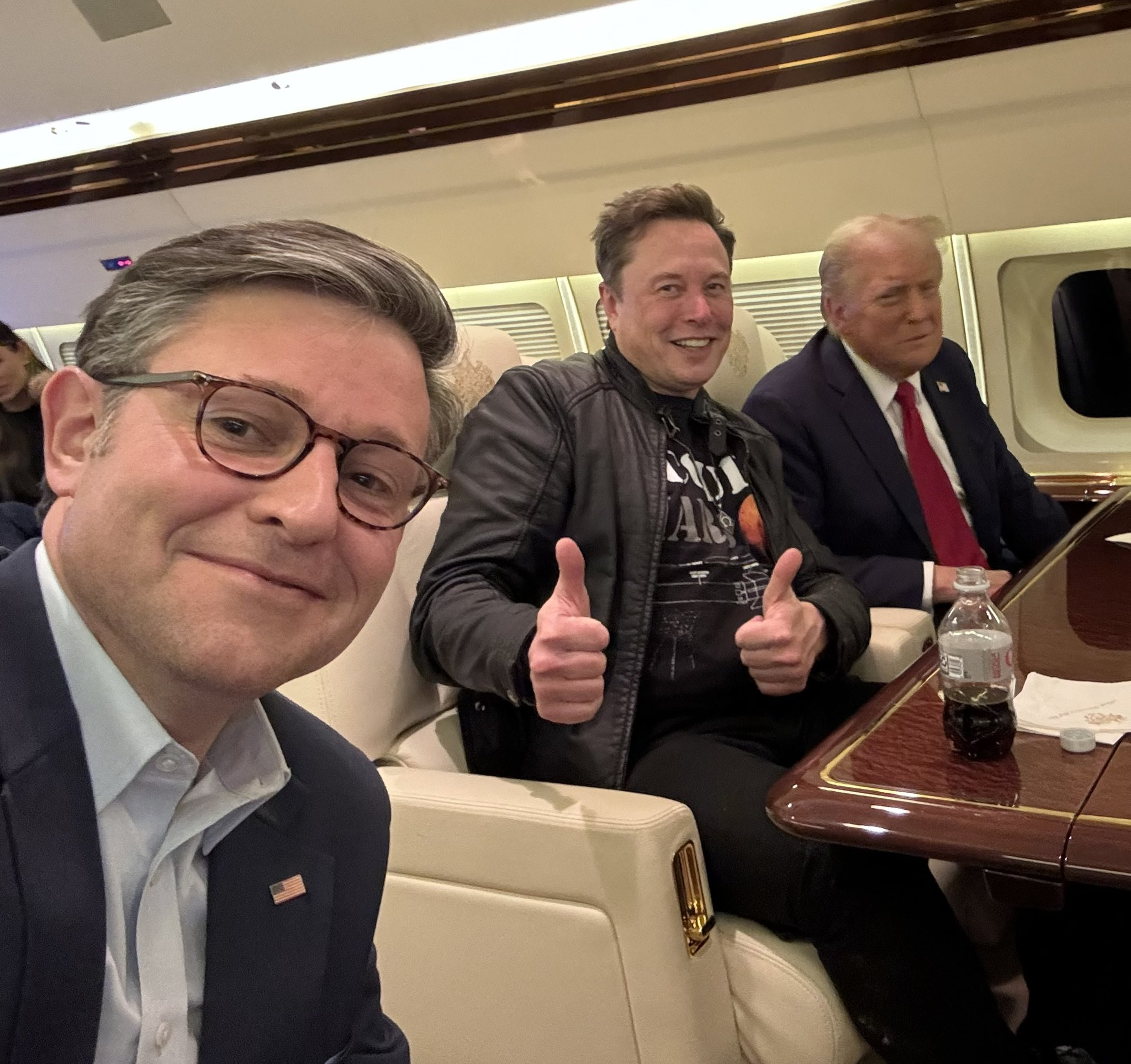
2024年11月16日，約翰遜與伊隆·馬斯克和唐納·川普合影。

2023年10月26日，約翰遜在澳大利亞總理安東尼·阿爾巴尼斯對美國進行國事訪問期間會見了他。當天晚些時候，約翰遜首次以議長身份會見喬·拜登總統，然後參加在白宮舉行的兩黨簡報會，內容涉及政府擬議的援助烏克蘭和以色列的資金請求。
11月18日，约翰逊在Twitter宣布公开2021年国会大厦事件的监控摄像头录像。

## 政治立場
邁克·約翰遜属于共和党中的基督教右翼派系，他曾參與包括支持川普陣營試圖推翻2020年美國總統選舉結果、支持全国堕胎禁令并反对罗伊诉韦德案、支持推翻将同性婚姻在全国范围内合法化的奥贝格费尔诉霍奇斯案并强烈反对同性恋，以及支持终止俄羅斯入侵烏克蘭中美国对乌克兰的军事援助。

## 個人生活

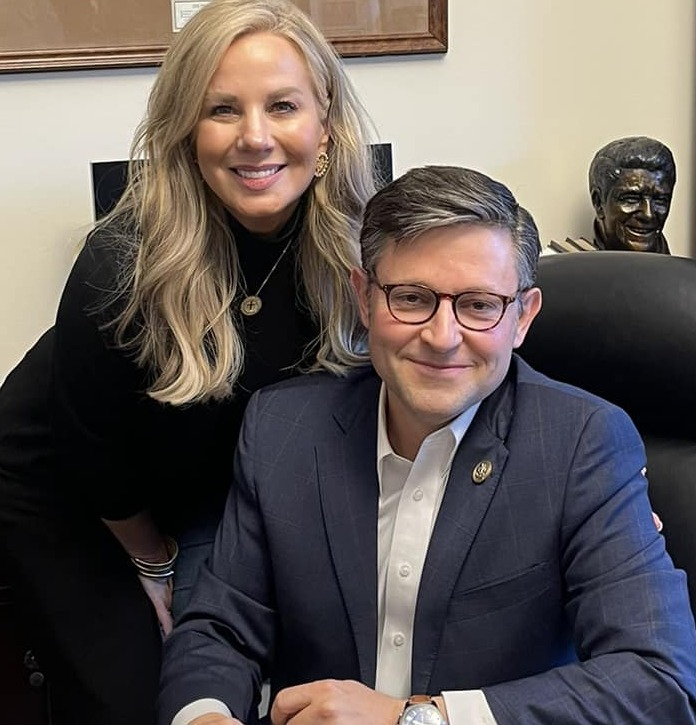
約翰遜與妻子凱莉

約翰遜於1999年與妻子凱莉結婚。約翰遜夫婦是契約婚姻。有四個孩子，住在路易斯安那州本頓。約翰遜表示，在他結婚初期，他和妻子收養了一名14歲的非裔美國男孩，並將他視為家庭的一部分。
2016年，約翰遜稱自己首先是基督徒。他是一位福音派，是美南浸信会信徒，約翰遜曾說過：“我的信仰影響著我所做的一切”。
自2022年3月以來，約翰遜和他的妻子共同主持Podcast，“Truth Be Told”，從基督教的角度討論公共事務和其他問題。约翰逊在Podcast中说，「上帝的话语当然是一切真理的最终来源」，并将美国作为领先国家的成功归功于它是唯一一个建立在「宗教信仰声明」基础上的国家。

## 外部連結
- 邁克·約翰遜的X（前Twitter）
- Congressman Mike Johnson （页面存档备份，存于） 美国众议院官方网站
- Campaign website （页面存档备份，存于）
- 中的“Mike Johnson”
- 美國國會國家人物傳記大辭典中的傳記
- 由華盛頓郵報維護的投票記錄
- 智慧投票计划中的傳記、投票紀錄及利益集團評級
- 聯邦選舉委員會中的競選財務報告和數據
- C-SPAN內的頁面（英文）